# أوربان الخامس

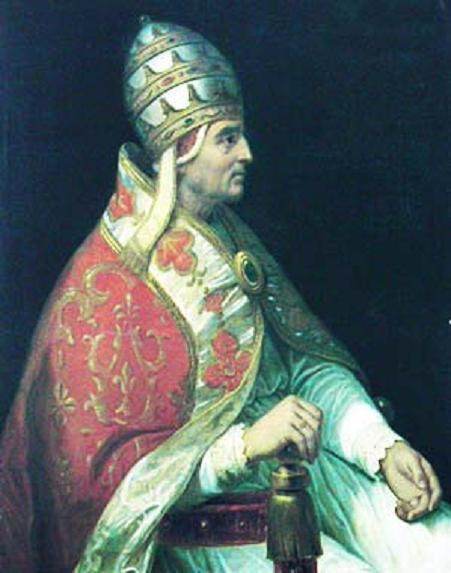
البابا أوربان الخامس

البابا أوربان الخامس (باللاتينية: Urbanus V) ـ (1310 ـ 19 ديسمبر 1370) هو بابا الكنيسة الكاثوليكية في الفترة من 28 سبتمبر 1362 إلى وفاته سنة 1370، وهو البابا السادس من بابوات أفينيون، وكان راهبًا بندكتيًا، وظل على التزامه بالنهج البندكتي حتى بعد انتخابه للبابوية، فعاش حياة بساطة وتقشف.

## روابط خارجية
- أوربان الخامس على موقع الموسوعة البريطانية (الإنجليزية)
- أوربان الخامس على موقع إن إن دي بي (الإنجليزية)